# 胡侍御 (明神宗)
侍御胡氏（1594年—17世纪？），明朝明神宗萬曆帝朱翊鈞之侍妾。
胡氏曾經侍寢但未被正式封為妃嬪。萬曆四十八年（1620年）七月，萬曆帝駕崩之後，胡氏被遷往東三所養老。北京东岳庙香会活动碑刻的相关研究文章，提及万历帝、泰昌帝、天启帝的妃嫔，其中有“未封侍长胡氏”:49。“未封侍长胡氏”与她为同一人或两人，无法考证。甲申之變（1644年），北京陷落，時年五十一歲的胡氏與其答應近侍郭秉忠一起逃到宮外，投靠弟弟胡添才。
順治元年（1644年）七月十五日，郭秉忠代胡氏請求清廷賜給她一處容身之地，並提供養濟。此奏摺獲得批紅曰「據稱未有封號，應否比例，禮部察啟」，即是說胡氏據稱未有封號，讓禮部審查後，再回奏是否要按照前例處理。同年七月二十日，禮部向順治帝啟請說胡氏為「先朝近侍」，曾服侍萬曆帝多年，雖然她從未被授予封號，與前朝的妃嬪有所不同，但是如今她年老無依，情況實在令人同情，因此應當酌情提供居址養贍。此奏摺最終獲得批紅曰「既無封號，宜聽其自便」，即是讓胡氏自行處理晚年生活問題。